# Marmarth
Marmarth é uma cidade localizada no estado norte-americano de Dacota do Norte, no Condado de Slope.

## Demografia
Segundo o censo norte-americano de 2000, a sua população era de 140 habitantes.
Em 2006, foi estimada uma população de 126, um decréscimo de 14 (-10.0%).

## Geografia
De acordo com o United States Census Bureau tem uma área de
6,6 km², dos quais 6,6 km² cobertos por terra e 0,0 km² cobertos por água. Marmarth localiza-se a aproximadamente 826 m acima do nível do mar.

## Localidades na vizinhança
O diagrama seguinte representa as localidades num raio de 48 km ao redor de Marmarth.